# Ataenius icanus
Ataenius icanus är en skalbaggsart som beskrevs av Vladimir Balthasar 1941. Ataenius icanus ingår i släktet Ataenius och familjen Aphodiidae. Inga underarter finns listade.